# Seymour (Tennessee)
Seymour è un census-designated place (CDP) degli Stati Uniti d'America, situato nello stato del Tennessee, diviso tra la contea di Sevier e la contea di Blount.